# Arrondissement Neufchâtel
Neufchâtel is een voormalig arrondissement in het departement Seine-Maritime in de Franse regio Normandië. Het arrondissement werd op 17 februari 1800 gevormd en op 10 september 1926 opgeheven. De acht kantons werden bij de opheffing toegevoegd aan het arrondissement Dieppe.

## Kantons
Het arrondissement was samengesteld uit de volgende kantons:
- kanton Argueil
- kanton Aumale
- kanton Blangy-sur-Bresle
- kanton Forges-les-Eaux
- kanton Gournay-en-Bray
- kanton Londinières
- kanton Neufchâtel-en-Bray
- kanton Saint-Saëns